# Iuri Gagarin
Iuri Alexeievitch Gagarin (em russo:  Юрий Алексеевич Гагарин; Kluchino, 9 de março de 1934 – Kirjatch, 27 de março de 1968) foi um cosmonauta soviético e o primeiro ser humano a viajar pelo espaço, em 12 de abril de 1961, a bordo da Vostok 1. Esta espaçonave possuía dois módulos: o módulo de equipamentos (com instrumentos, antenas, tanques e combustível para os retrofoguetes) e a cápsula onde ficou o cosmonauta.

## Primeiros anos

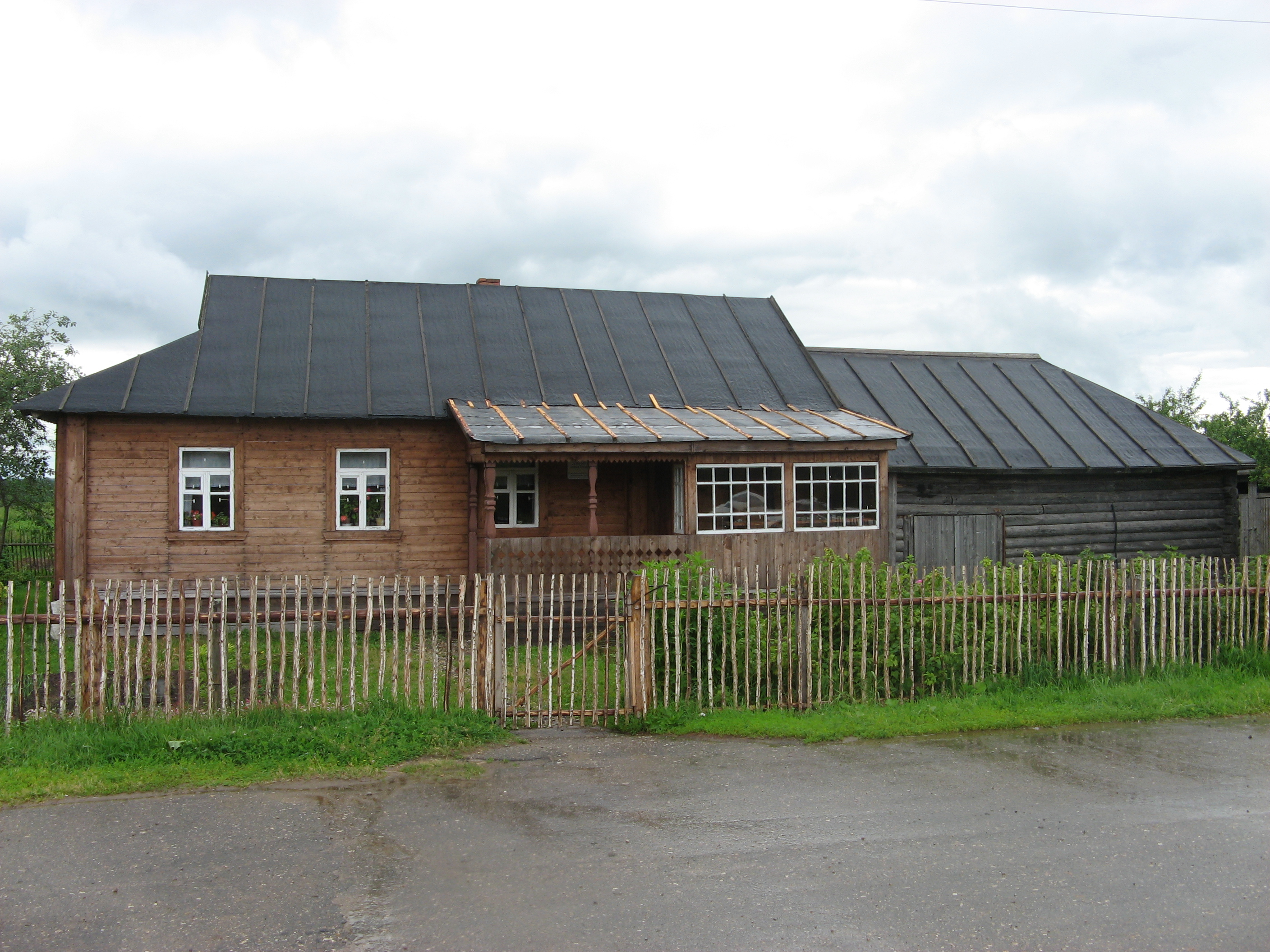
Casa natal de Iuri Gagarin, em Klushino.

Iuri Gagarin nasceu em uma fazenda coletiva na localidade de Kluchino, distrito de Gjatski (mais tarde batizada de Gagárin, em sua homenagem), numa região a oeste de Moscou, Rússia, parte da então União Soviética. Seus pais, Aleksei Ivanovitch Gagarin e Anna Timofeievna Gagarina, trabalhavam numa kolkhoz (fazenda coletiva). Os trabalhadores manuais eram descritos nos relatórios oficiais como "camponeses", o que indica que isto pode ser uma simplificação no caso de seus pais - a mãe dele teria sido uma leitora voraz, e seu pai um hábil carpinteiro. Gagarin foi o terceiro de quatro filhos e sua irmã mais velha ajudou a criá-lo, enquanto seus pais trabalhavam. Como milhões de pessoas na União Soviética, a família Gagarin sofreu durante a ocupação nazista na Segunda Guerra Mundial. Seus dois irmãos mais velhos foram deportados para a Alemanha Nazista em 1943, onde foram empregados como OST-Arbeiter's (escravos) e não voltaram até depois da guerra. Quando jovem, Gagarin passou a interessar-se pelo espaço e planetas, e começou a sonhar com sua ida ao espaço que um dia se tornaria uma realidade. Gagarin foi descrito por seus professores em Liubertsi, cidade-satélite de Moscou, como inteligente e trabalhador, e também amável e brincalhão. Seu professor de matemática e ciência tinha servido na Força Aérea Soviética durante a Segunda Guerra Mundial, o que provavelmente foi uma substancial influência para o jovem Gagarin.
Após iniciar um curso de moldador em uma escola profissionalizante próxima a Moscou e de iniciar um estágio em uma metalúrgica como fundidor, Gagarin foi selecionado para o ensino secundário técnico em Saratov. Ao mesmo tempo, ele se filiou ao aeroclube local e aprendeu a pilotar aviões leves. Aos poucos, o que era apenas um passatempo assumiu importância crescente. Em 1955, após concluir a sua formação técnica, ele ingressou na Escola de Pilotos de Orenburg, onde recebeu treinamento para voo militar. Lá, ele conheceu Valentina Ivanovna Goryacheva, com quem se casou em 1957, após ganhar suas asas de piloto em um MiG-15. Logo depois de formado, foi enviado à base aérea de Luostari em Oblast de Murmansk, perto da fronteira norueguesa, onde o tempo terrível tornava os voos arriscados. Gagarin tornar-se-ia tenente da Força Aérea Soviética em 5 de novembro de 1957 e em 6 de novembro de 1959 recebeu a patente de tenente sênior.

## Cosmonauta

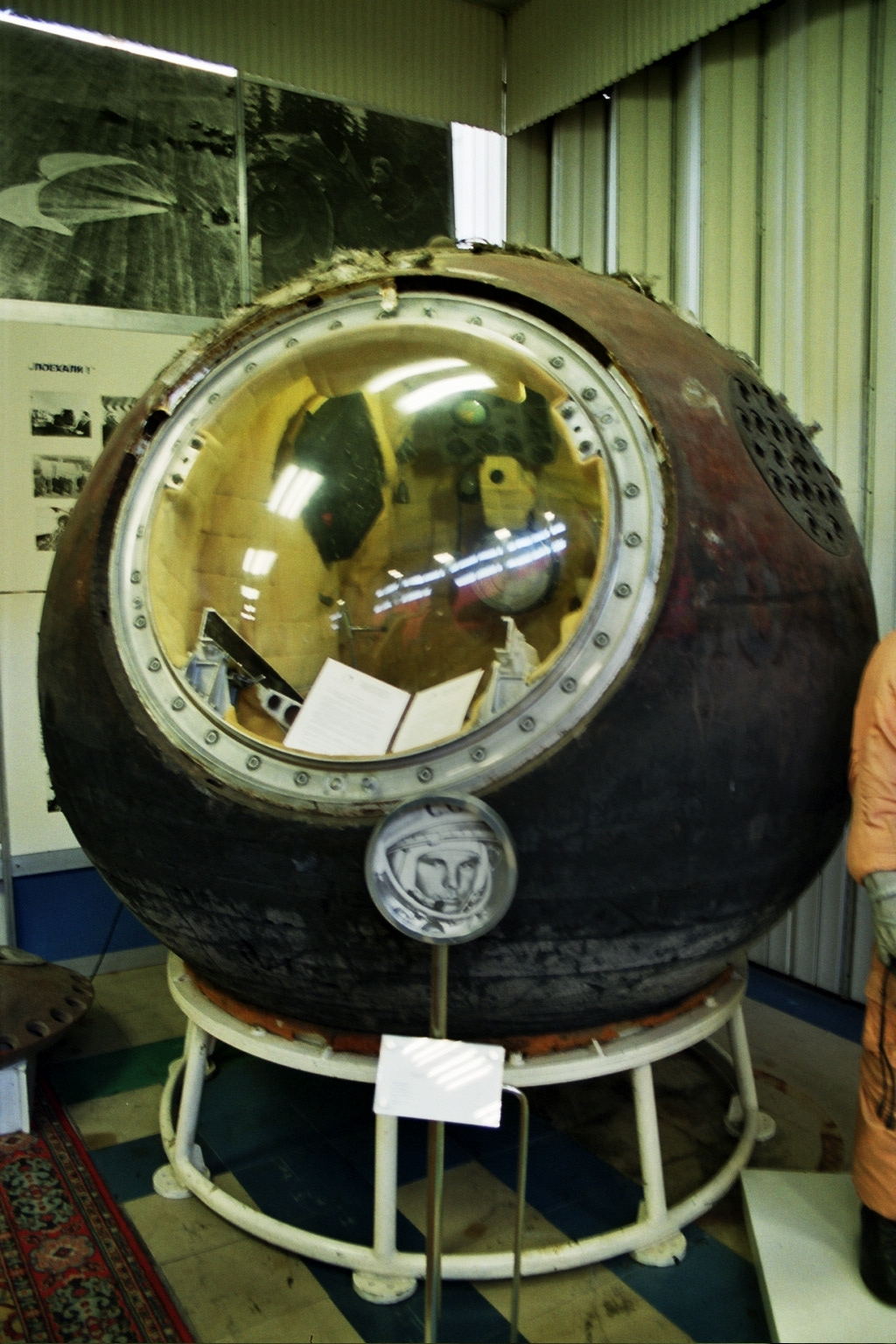
Vostok 1, a cápsula em que Iuri Gagarin foi ao espaço

Em 1960 Gagarin foi um dos 20 pilotos selecionados, após rigorosos testes físicos e psicológicos, para o programa espacial soviético, e acabou por ser escolhido para ser o primeiro a ir ao espaço, pelo seu excelente desempenho no treinamento, sua origem camponesa – que contava pontos no sistema comunista - sua personalidade magnética e esfuziante e, principalmente, devido às suas características físicas – tinha 1,57 m de altura e 69 kg – já que a nave programada para a viagem pioneira em órbita, a espaçonave Vostok (que em russo significa "Oriente"), tinha um espaço mínimo para o piloto.
Minutos antes do embarque na nave Vostok 1, Gagarin proferiu as seguintes palavras:
| “ | Queridos amigos, conhecidos e estranhos, meus conterrâneos queridos e toda a humanidade: Em poucos minutos possivelmente uma nave espacial irá me levar para o espaço sideral. O que posso dizer-lhes sobre estes últimos minutos? Toda a minha vida parece se condensar neste momento único e belo. Tudo que eu fiz e vivi foi para isso! | ” |

### Vostok 1
| “ | Orbitando a Terra na espaçonave, vi quão lindo o nosso planeta é. Povo, vamos preservar e aumentar essa beleza, não destruí-la! | ” |

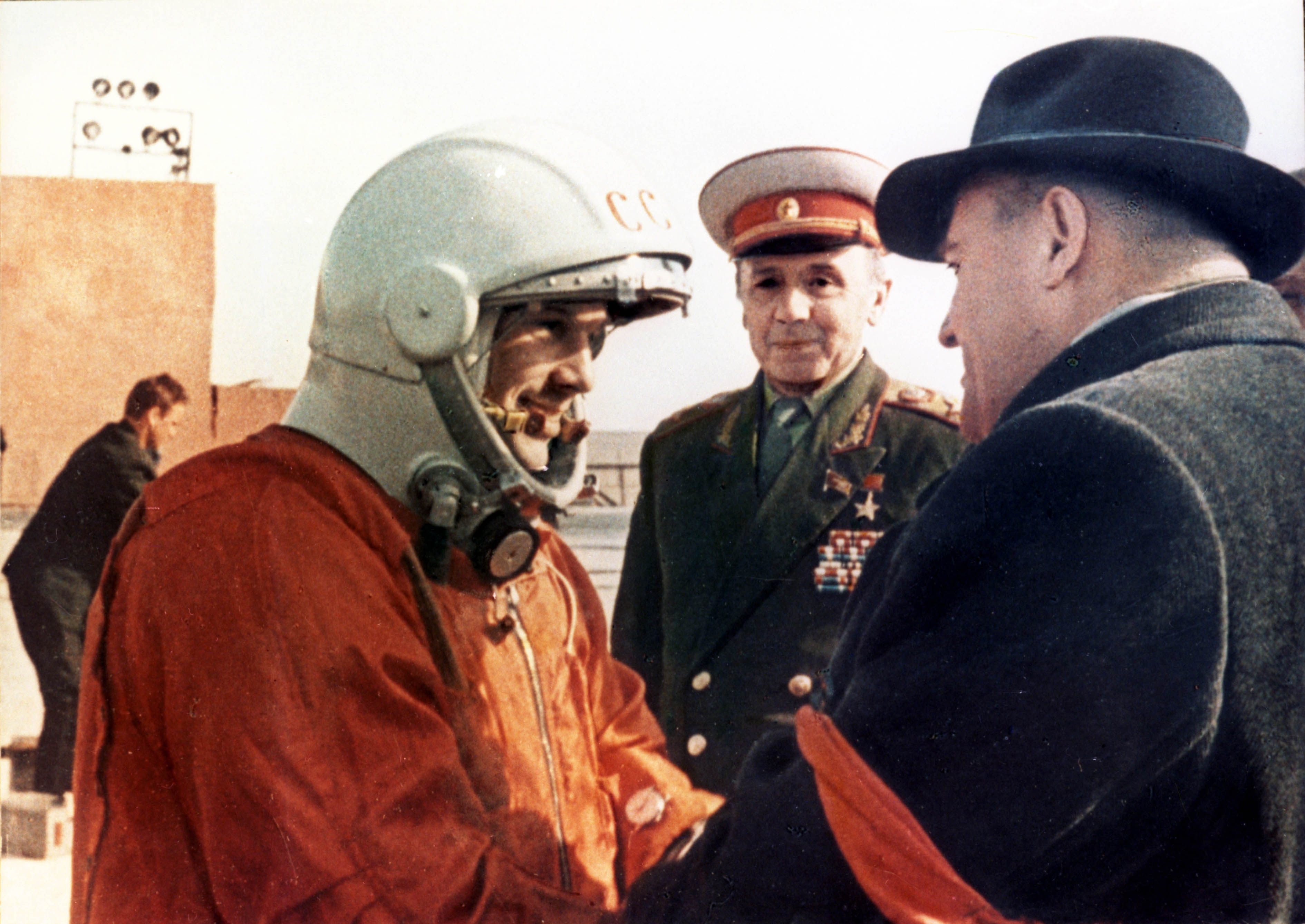
Iuri Gagarin antes do lançamento

Com apenas 27 anos, Iuri Gagarin tornou-se o primeiro ser humano a ir ao espaço, a bordo da nave Vostok 1, na qual deu uma volta completa em órbita ao redor do planeta. Esteve em órbita durante 106 minutos, a uma altura de 315 km, num voo totalmente automatizado, com uma velocidade aproximada de 28 000 km/h. Pela proeza, recebeu a medalha da Ordem de Lenin.
Às nove horas e sete minutos da manhã (horário de Moscou) do dia 12 de Abril de 1961, a cápsula com o foguete “Soyuz-R-7″ foi lançada de uma plataforma em Baikonur, no Cazaquistão. No espaço, Gagarin teria ainda dito:
| “ | Olhei para todos os lados, mas não vi Deus.</ref> | ” |

Entretanto, o coronel Valentin Petrov afirmou em 2006 que o cosmonauta nunca disse tais palavras, e que a citação se originou do discurso de Nikita Khrushchev no plenário do Comitê Central do PCUS sobre a campanha antirreligiosa do Estado, dizendo que "Gagarin voou para o espaço, mas não viu nenhum deus lá." Como Gagarin era um membro da Igreja Ortodoxa Russa, é bem provável que ele realmente nunca tenha feito tal afirmação. Gherman Titov, ao visitar os Estados Unidos em 1962, disse que "...não vi anjos, nem Deus...", numa frase erroneamente atribuída à Gagarin.

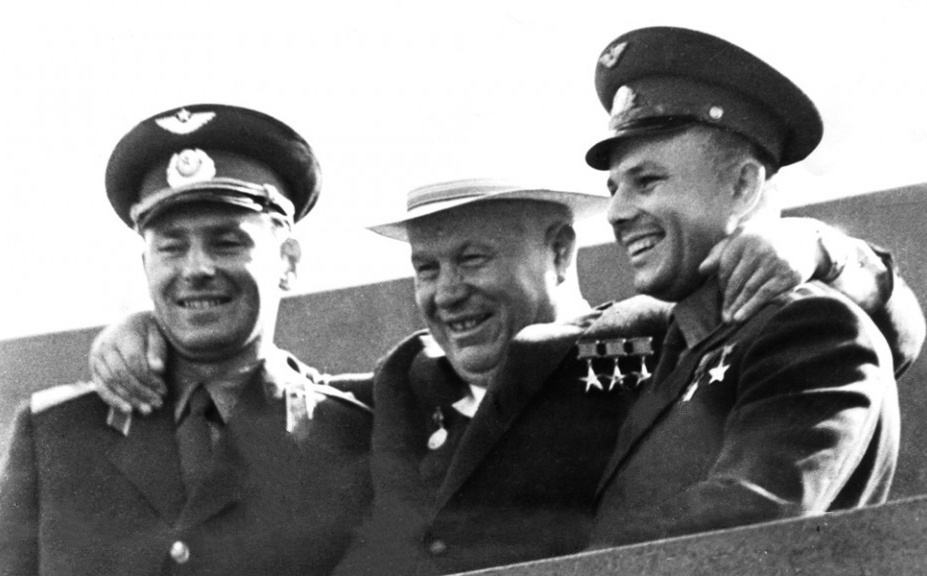
Gherman Titov, Nikita Khrushchev e Gagarin na Praça Vermelha em 20 de novembro de 1961.

Os cientistas russos calcularam erradamente (por duas vezes) a trajetória de aterrissagem da nave, (como pode ser percebido na imagem que mostra a órbita da espaçonave). Este erro fez com que a cápsula espacial de Gagarin aterrissasse no Cazaquistão, a mais de 320 km do local inicialmente previsto (que era o local de decolagem). Isto fez com que no momento da aterrissagem não estivesse ninguém à sua espera.
Os soviéticos declararam que na aterrissagem, Gagarin estava no interior da cápsula espacial, quando na realidade o astronauta utilizou-se de um pára quedas, saltando 7 quilômetros acima do solo. A União Soviética negou esse fato por anos, com medo de o voo não ser reconhecido pelas entidades internacionais, já que o piloto não acompanhou a espaçonave até o final.
Promovido de tenente a major enquanto ainda estava em órbita, foi com esta patente que a Agência Tass soviética anunciou este espetacular feito ao mundo, que assim tomava conhecimento de que entrava numa nova era, a Era Espacial, a partir daquele momento.
Após o feito, Gagarin tornou-se instantaneamente uma celebridade soviética e mundial e passou a viajar pelo mundo promovendo a tecnologia espacial do seu país, sendo recebido como herói por reis, rainhas, presidentes e multidões por onde passava.
Na América, ele passou por Cuba e pelo Brasil, onde esteve no Rio de Janeiro, em São Paulo e em Brasília. Em terras brasileiras, foi recebido e condecorado pelo então presidente Jânio Quadros com a Ordem do Cruzeiro do Sul (concedida a estrangeiros) e chamado de “Embaixador da Paz”. Em entrevista aos jornais brasileiros, Gagarin declarou que “Os brasileiros são muito efusivos nas suas formas de extravasar a alegria.”. Por ter sido metalúrgico, foi recebido pelo Sindicato dos Metalúrgicos do Rio.
Por ter se tornado uma celebridade, foi proibido de voltar ao espaço em agosto de 1967, uma vez que se tornou uma peça importante para a propaganda de seu país e da ideologia socialista, e as autoridades soviéticas tinham receio de colocar sua vida em risco. Não podendo voltar ao espaço, participou ativamente no treino de outros cosmonautas.
Porém, a fama e a popularidade começaram a afetar a personalidade de Gagarin, que se viu bastante afeito à fama, e passou a beber constantemente, tendo mesmo colocado em crise o seu casamento. Há um episódico documentado em que chegou a se ferir num acidente causado pela bebida na Crimeia, em companhia de uma jovem enfermeira, em outubro de 1961. A partir de 1962, ocupou o cargo de deputado no Soviete Supremo da União Soviética até voltar à Cidade das Estrelas, o centro espacial soviético, para trabalhar no design de novas espaçonaves.
Depois de vários anos afastado, dedicado apenas ao programa espacial, Gagarin voltou ao curso de treino de pilotos, para uma requalificação como piloto de caça nos novos MiG da Força Aérea.

## Vida pessoal
"Gagarin era alguém extremamente focado e, quando necessário, muito exigente de si mesmo e dos demais. Por isso acredito que concentrar-se naquele sorriso famoso pode perder totalmente o foco e até diminuir a imagem de quem ele realmente era."— Yevgeny Khrunov
Em 1957, enquanto estava na First Chkalov Air Force Pilot's School in Orenburg, Gagarin conheceu Valentina Ivanovna Goryacheva, uma médica formada na Orenburg Medical School. Eles se casaram em 7 de novembro de 1957, no mesmo dia que Gagarin se formou em Orenburg e tiveram duas filhas. Yelena Yurievna Gagarina, que atualmente é uma historiadora de arte que trabalha como diretora geral dos Museus do Kremlin de Moscovo desde 2001, e Galina Yurievna Gagarina que é professora de economia e presidente da Plekhanov Universidade Russa de Economia em Moscovo.

## Morte e Legado
| “ | Eu poderia voar pelo espaço para sempre! | ” |

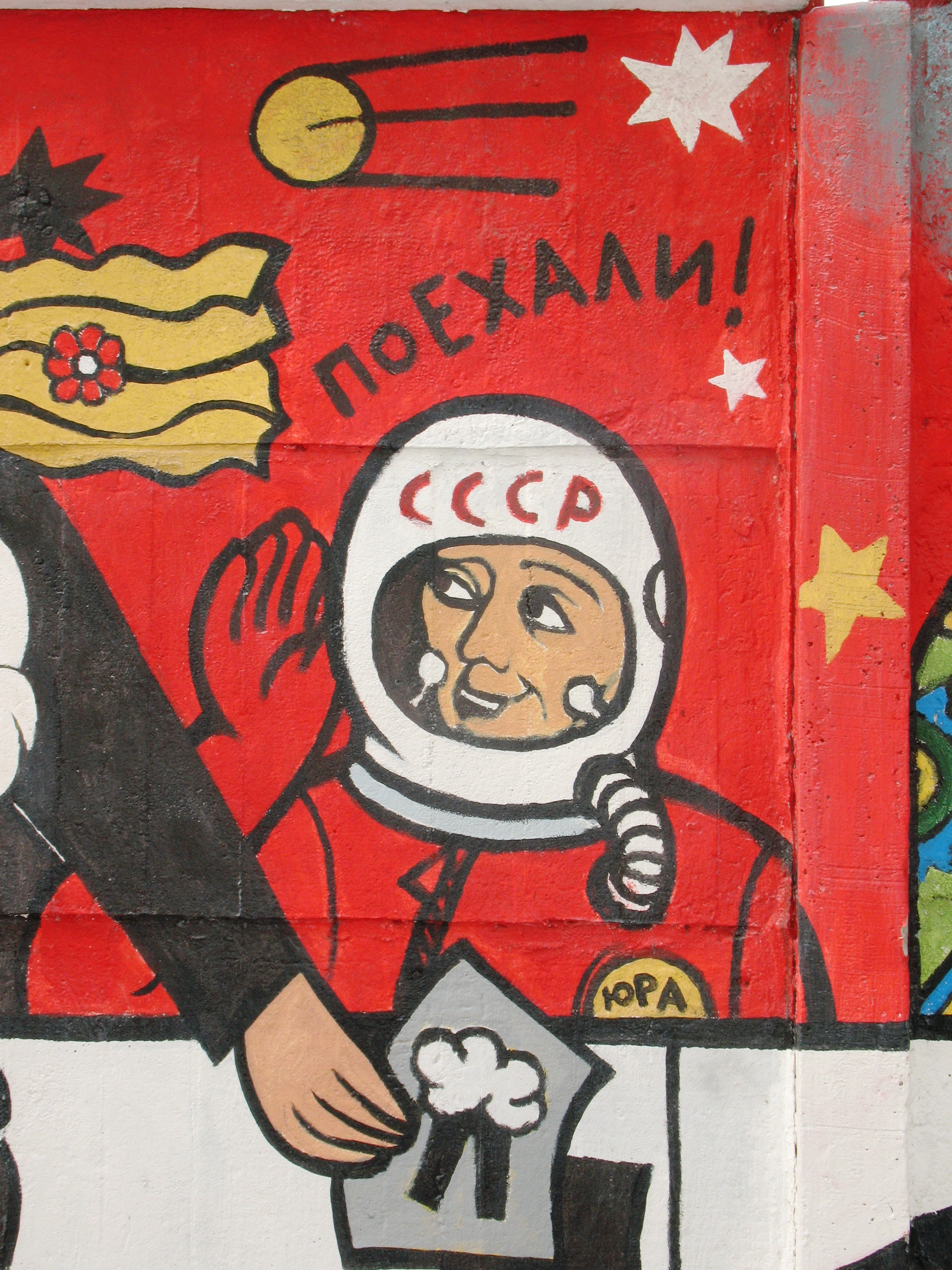
Grafite, 2008.

 Após ser desligado do programa espacial, Gagarin foi transferido para um centro de testes de aeronaves. Em 27 de março de 1968, durante um voo de treino de rotina em um caça MIG-15 sobre a localidade de Kirzhach, ele e o instrutor de voo Vladimir Seryogin morreram na queda do jato, num acidente nunca devidamente explicado.

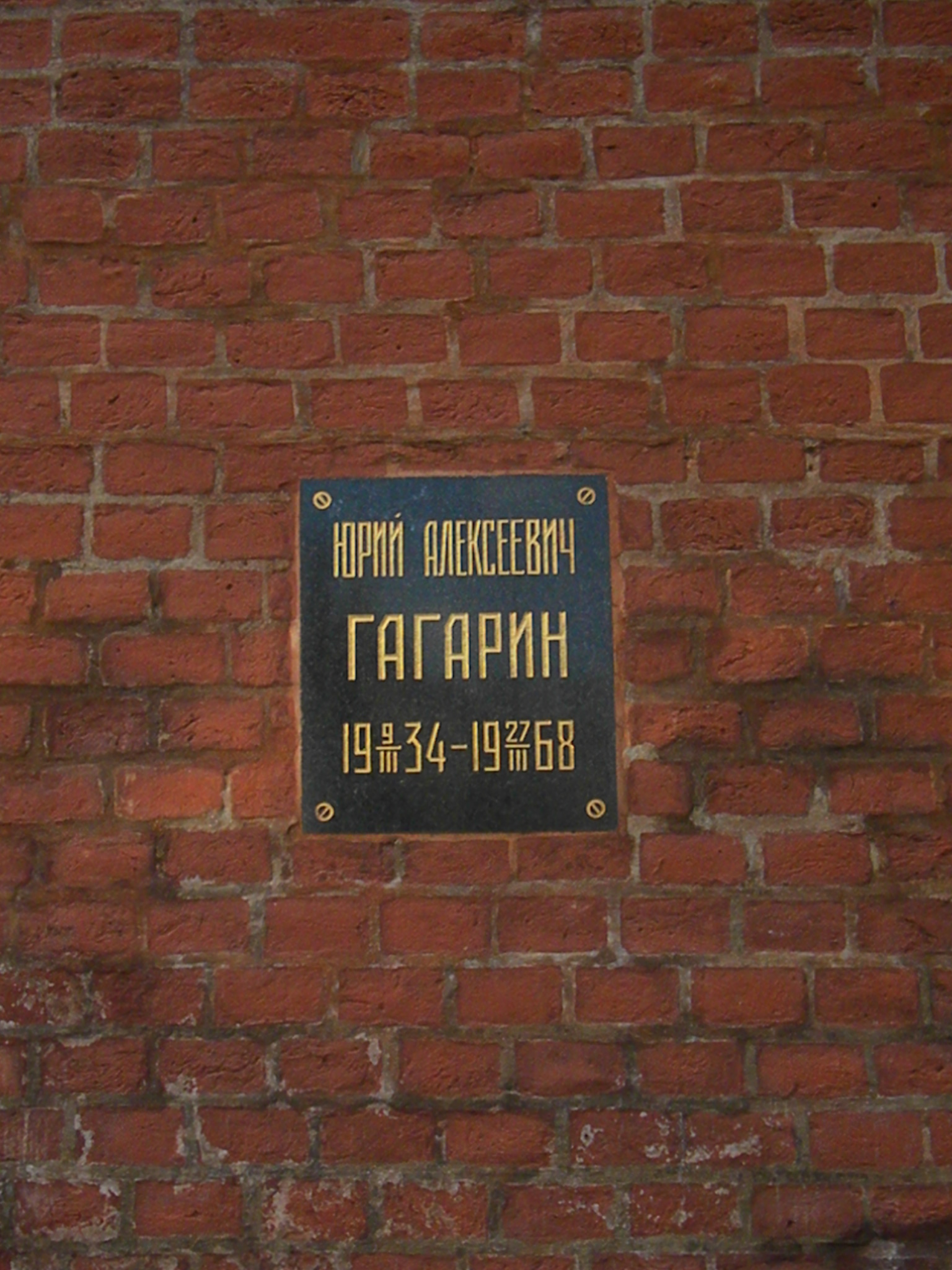
Necrópole do Muro do Kremlin 08

Gagarin e Seryogin receberam honras de Estado e foram enterrados na Necrópole da Muralha do Kremlin.
Documentos secretos russos tornados públicos em março de 2003 mostraram que a KGB conduziu uma investigação do acidente, além de uma investigação governamental e de dois inquéritos militares. O relatório da KGB desmente várias teorias da conspiração, mas indica que as ações do pessoal da base aérea teriam contribuído para o acidente. O relatório afirma que um controlador de tráfego aéreo forneceu a Gagarin informações desatualizadas sobre o tempo, e que no momento de seu voo, as condições se deterioraram significativamente. A equipe de terra deixou também tanques de combustível externos ligados à aeronave. As atividades planejadas para o voo de Gagarin necessitavam de tempo claro e nenhum tanque de popa. O inquérito concluiu que a aeronave de Gagarin entrou em parafuso devido a uma colisão de pássaro ou por causa de um movimento repentino para evitar outra aeronave. Por causa do boletim meteorológico desatualizado, a tripulação provavelmente acreditava que sua altitude fosse maior do que realmente era, e não puderam reagir adequadamente para estabilizar o MiG-15 e tirá-lo do movimento espiral.
Outra hipótese para o acidente surgiu a partir de uma investigação realizada em 1986, que sugeria que a turbulência de um avião interceptador Sukhoi Su-15 pudesse ter feito o avião de Gagarin perder o controle.

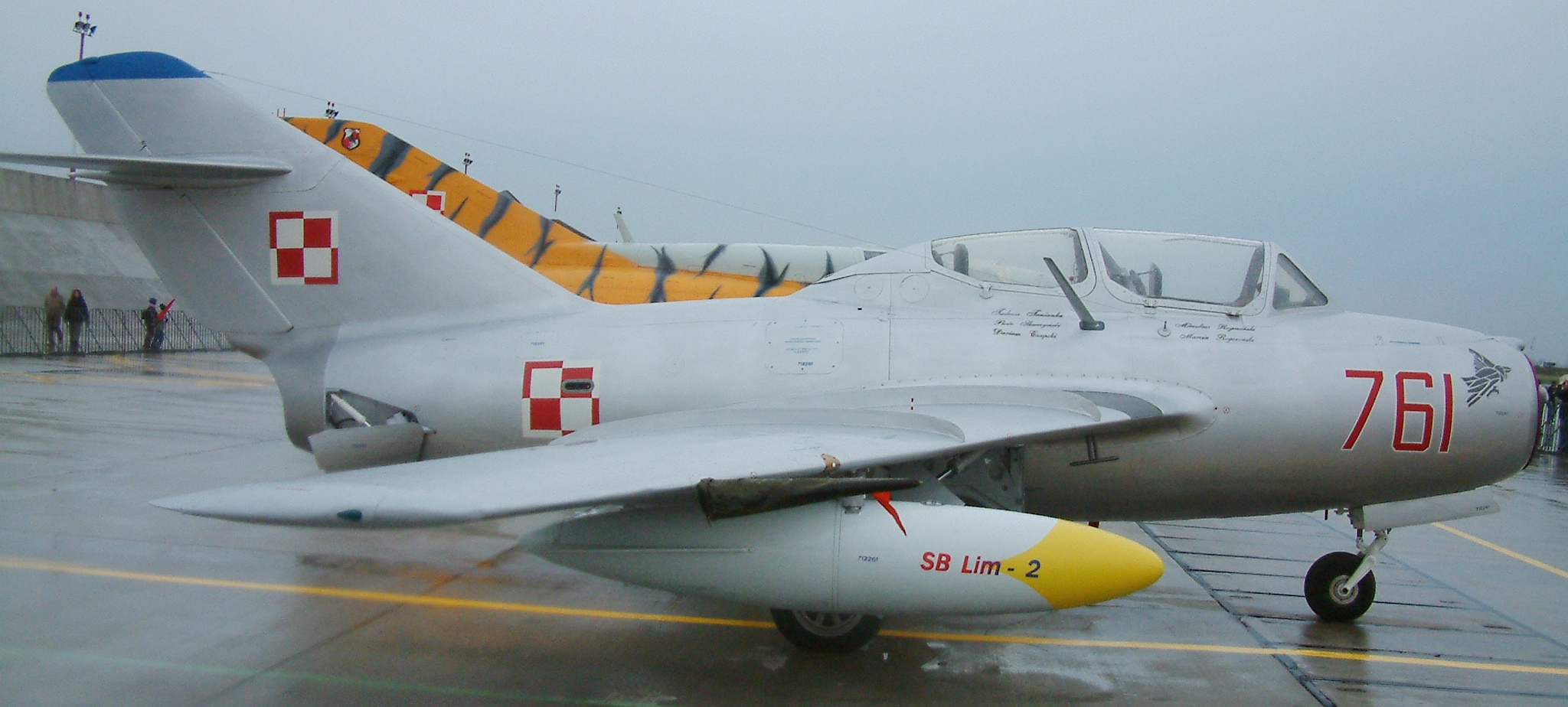
Avião de combate MiG-15UTI (versão biposto, para treino de pilotos), como o que caiu com Gagarin a bordo em 1968. O modelo em exibição está com as insígnias da Força Aérea Polonesa.

### Possível causa
Em abril de 2011, durante as comemorações na Rússia dos 50 anos do histórico voo de Gagarin, as autoridades trouxeram a público documentos classificados como 'segredo de Estado' da época. Em entrevista à imprensa, o chefe dos arquivos do Kremlin, Alekandr Stepanov, colocou um ponto final nas especulações e teorias sobre a morte do herói nacional russo, lendo o seguinte comunicado, extraído de um dos documentos até então secretos:
| “ | Conclusões da comissão: segundo as análises das circunstâncias do acidente aéreo e os elementos da comissão de inquérito, a causa mais provável da catástrofe será uma manobra brusca (do piloto) para evitar uma sonda atmosférica. | ” |

De acordo com o documento até então desconhecido, a brusca manobra feita por Gagarin a bordo do jato para desviar do que seria uma sonda, fez com que a aeronave ficasse em condições críticas de estabilidade e caísse. Como sinal da importância do acontecimento, estas conclusões foram inscritas num decreto do Comitê Central do Partido Comunista da URSS, com data de 28 de novembro de 1968, e sob o selo de "segredo de Estado".
Entretanto, em 2013 foi confirmada a hipótese da interferência causada por um avião interceptador Sukhoi Su-15, que estava sendo testado e desobedeceu ao plano de voo. O Su-15 passou perigosamente perto do avião de Gagarin, fazendo-o desestabilizar e cair em espiral.

## Homenagem

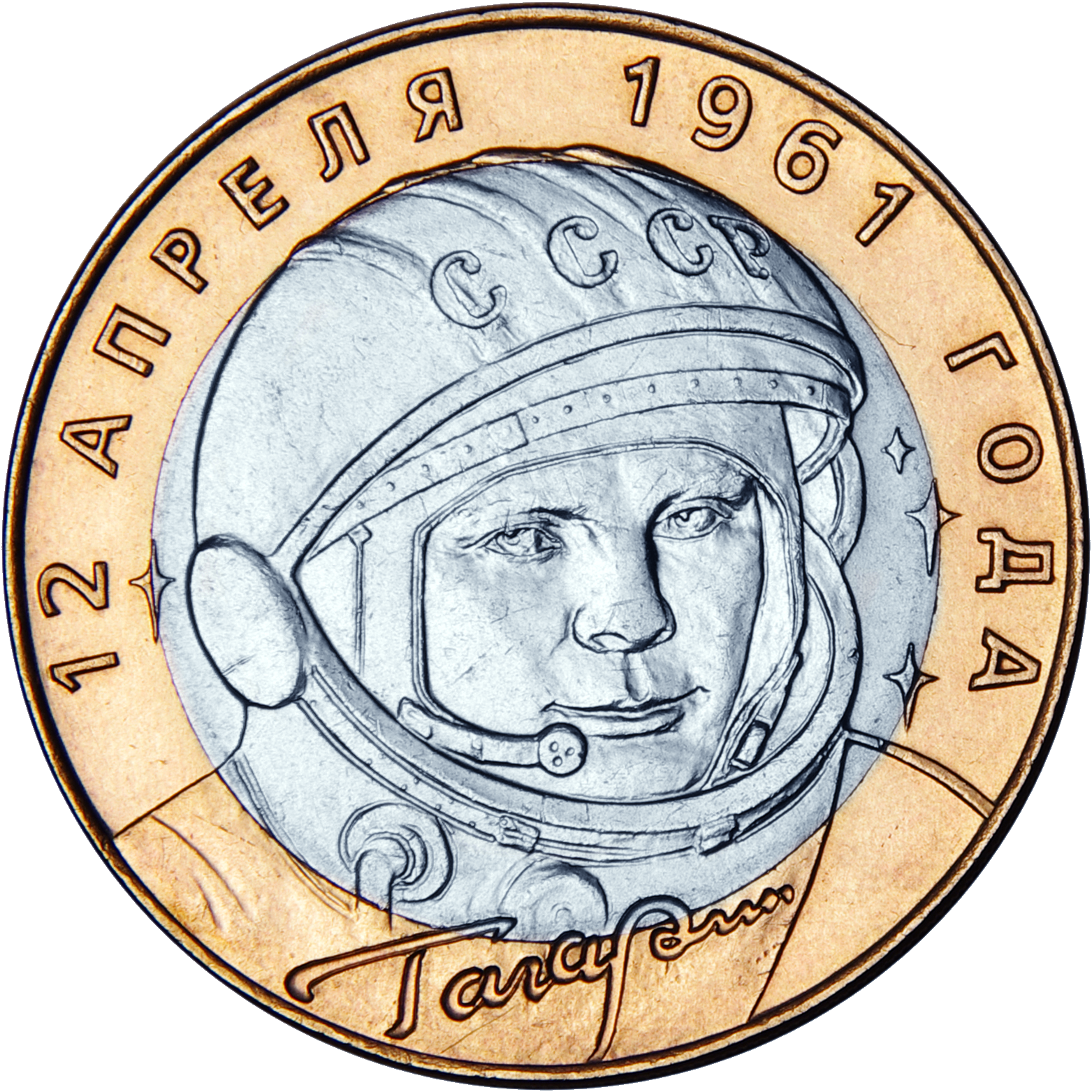
Rublo de 2001 com o rosto e a assinatura de Gagarin

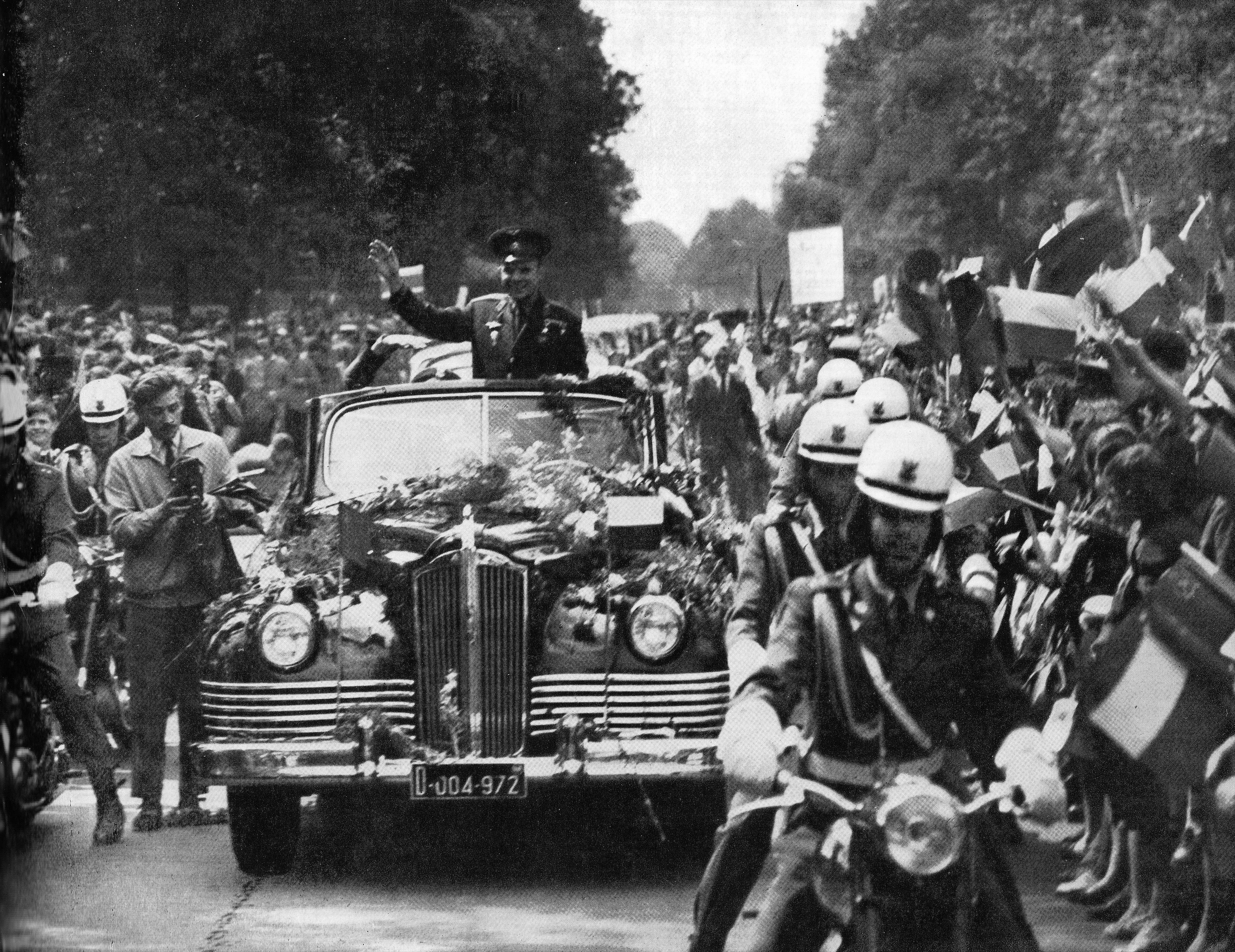
Yuri Gagarin tem boas-vindas em Varsóvia, 1961.

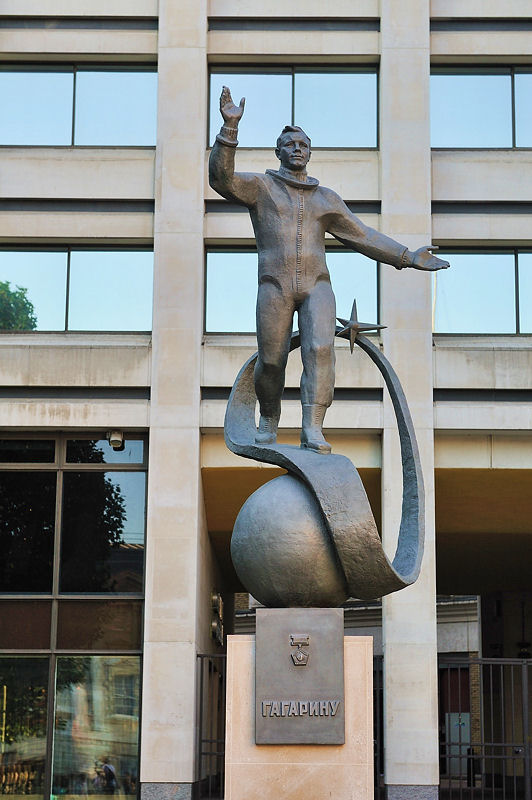
Estátua do Yuri Gagarin próxima a Admiralty Arch em Londres

Alçado ao título oficial de Herói da União Soviética, o centro de treinamento de cosmonautas no Cosmódromo de Baikonur, Cazaquistão, leva hoje o seu nome. A cidade próxima à aldeia natal de Gagarin em 1968, após morte do cosmonauta, foi rebatizada na sua honra.
Em dezembro de 1993 a galeria Sotheby's leiloou em Nova Iorque um grande lote de peças dos tempos gloriosos do programa espacial soviético. O uniforme usado por Gagarin foi arrematado por US$ 112 500 dólares.

### Prêmios e Honrarias

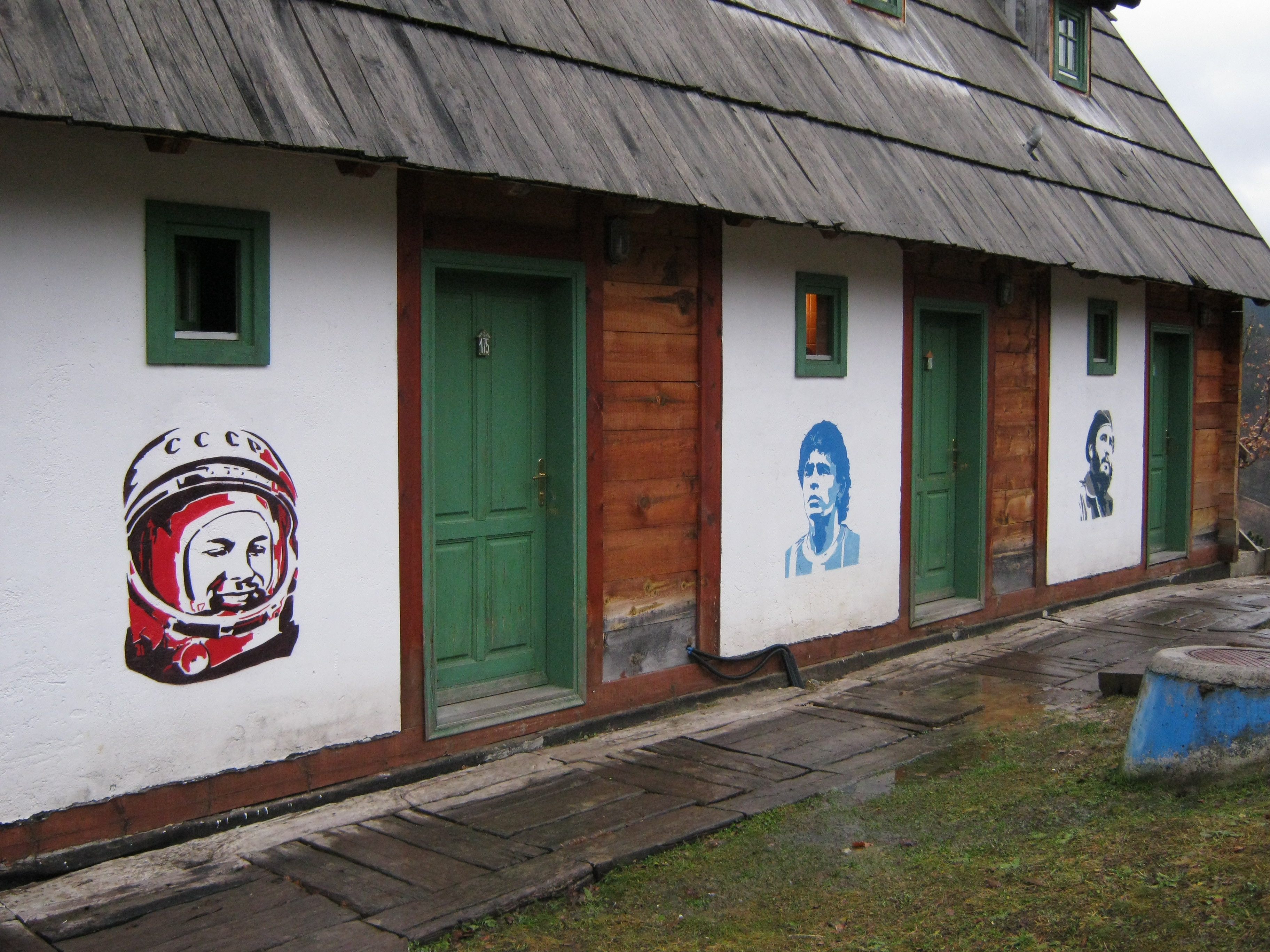
Grafitti de Gagarin (junto de Maradona e Castro) em Drvengrad, Servia.

Gagarin foi condecorado com as mais altas honrarias da União Soviética (título de Herói da União Soviética, e a medalha da Ordem de Lenin). Em 1966, ele foi nomeado membro honorário da Academia Internacional de Astronáutica. Símbolo do triunfo de uma ideologia, ele foi condecorado em inúmeros países do chamado Terceiro Mundo (como no Brasil, onde recebeu a Ordem Nacional do Cruzeiro do Sul pelo então presidente Jânio da Silva Quadros).
Além disso, seu nome foi dado em homenagem a muitos lugares, instituições ou prêmios, a saber:
- Uma cidade na Rússia que foi nomeada de "Gagarin Gjatsk" em 1968;
- Uma das maiores crateras lunares (265 km de diâmetro), localizado no lado oposto foi designada Cratera Gagarin.[34]
- Uma rocha encontrada em Marte foi batizada com seu nome.[35]
- A Medalha de Ouro da Federação Aeronáutica Internacional (concedido desde 1968) leva seu nome (Medalha de Ouro Yuri Gagarin);[36]

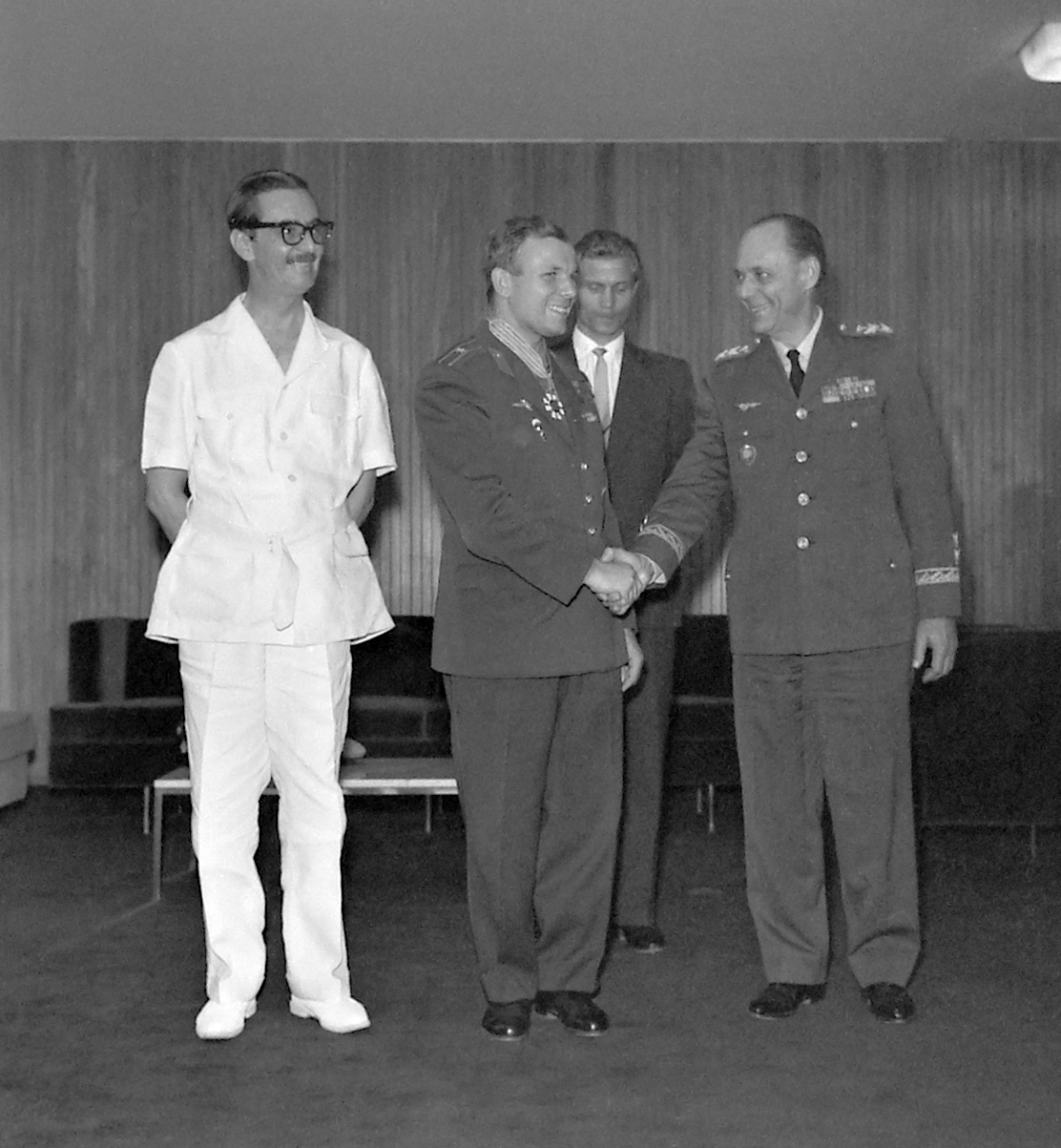
Presidente Jânio Quadros condecora o major Iuri Alekseievitch Gagarin em 1961.

- O Centro de Treinamento de Cosmonautas Yuri Gagarin foi construído em sua memória em Moscou;[37]
- O maior museu da aviação e do espaço localizado em Monino, na Rússia, leva seu nome;[38]
- O Troféu Gagarin Cup é concedido pela Continental Hockey League para o vencedor dos playoffs;[39]
- A noite do dia 12 de Abril foi batizada de "Yuri's Night" ("A Noite do Yuri"), e é celebrada anualmente em um festival internacional na Rússia, para comemorar a conquista do espaço.[40]
- Muitas ruas, avenidas e praças ao redor do mundo levam o seu nome.
- O primeiro avião da série Sukhoi Superjet 100 foi batizado de "Avião Yuri Gagarin".[41]
- Uma fotografia de Iuri Gagarin se encontra permanentemente fixada no interior da Estação Espacial Internacional.
- Uma fotografia de Iuri Gagarin aparece no filme Europa Report, de 2013, aos 40 minutos e 29 segundos, fixada junto à cama da cosmonauta russa Katya Petrovna (vivida pela atriz Karolina Wydra), à direita, na imagem do filme.
- O mineral gagarinita foi descrito e nomeado em sua homenagem por Stepanov, A.V. e Severov, E.A. em 1961.[42]

#### União Soviética
- Herói da União Soviética
- Ordem de Lenin
- Ordem de Karl Marx

#### Brasil
- Ordem do Mérito Aeronáutico

#### 50º aniversário

Poster do filme First Orbit, que reconstruiu a histórica viagem de Iuri Gagarin.

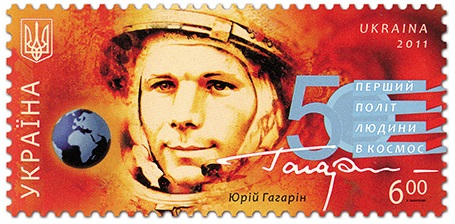
Estampa do 50º aniversário na Ucrânia.

O 50º aniversário da viagem de Gagarin ao espaço foi marcado em 2011 por homenagens ao redor do mundo. A viagem de Yuri Gagarin foi reconstruída no filme First Orbit. A data escolhida para a estreia do filme foi 12 de Abril de 2011 (exatos 50 anos após a data histórica). Algumas imagens foram filmadas a bordo da Estação Espacial Internacional, que filma a Terra exatamente do mesmo ponto e hora em que Yuri Gagarin a viu. Utiliza o áudio de voo original com imagens da rota tomada por Gagarin. A tripulação russa, americana e italiana da Expedição 27 a bordo da ISS enviou uma mensagem de vídeo especial para desejar às pessoas do mundo uma "feliz Noite de Iuri", vestindo camisetas com a imagem de Gagarin.
O relojoeiro alemão radicado na Suíça Bernhard Lederer criou uma edição limitada de 50 turbilhões Gagarin para comemorar o 50.º aniversário do voo de Iuri Gagarin.
O lançamento do Soyuz TMA-21 em 4 de abril de 2011 foi dedicada ao 50 º aniversário da primeira missão espacial tripulada. A nave recebeu o nome de Gagarin e foi pintada com o retrato e nome do astronauta.

## Filme
Em 2013 foi lançado o filme Gagarin. Pervyy v kosmose, um filme que reproduz sua missão espacial e por meio de flashbacks é contada a sua infância, adolescência e o treinamento para o voo espacial.

## Livros

### Em Inglês
- Gagarin, Yuri (2002). Road to the Stars (em inglês). [S.l.]: University Press of the Pacific. 232 páginas. ISBN 0898757282
- Gagarin, Yuri; Lebedev, Vladimir (2003). Psychology and Space (em inglês). [S.l.]: University Press of the Pacific. 288 páginas. ISBN 1410206742
- Gagarin, Yuri (2001). Soviet Man in Space (em inglês). [S.l.]: University Press of the Pacific. 112 páginas. ISBN 0898754607

### Em Português
- Gagarin, Yuri; Liébedev, V. (1969). Psicologia e Cosmos. [S.l.]: Record. 225 páginas